# Elasmus silvensis
Elasmus silvensis är en stekelart som beskrevs av Girault 1920. Elasmus silvensis ingår i släktet Elasmus och familjen finglanssteklar. Inga underarter finns listade i Catalogue of Life.